# 马姆斯特罗姆空军基地
马姆斯特罗姆空军基地（英語：Malmstrom Air Force Base）是位于美国蒙大拿州喀斯喀特縣的一座空军基地，毗邻大瀑布城。该空军基地建于1942年，现为美国空军全球打击司令部第341导弹联队驻地，是美国三个驻扎有操作LGM-30G民兵三型洲際彈道飛彈联队的空军基地之一。

## 基地历史

### 二战时期
第二次世界大战爆发后，美國陸軍航空軍考虑在本土北部一些人口稀少的地区建设重型轰炸机训练基地。1942年5月9日，大瀑布陆军航空基地开始建设。该基地分配给第二航空隊作轰炸机训练用，1942年11月30日，首架B-17轟炸機降落在该机场。
1943年10月，B-17轰炸机训练完成后，基地移交给空运司令部使用，并建造起食堂、邮局、戏院、医院等设施。该时期基地主要负责以空运形式执行对苏联的租借法案，运输机装载各类物资，飞过加拿大抵达阿拉斯加費爾班克斯，将飞机转交给苏联飞行员，再由苏联飞行员继续飞行。

### 冷战时期
1947年9月，美国空军成为独立军种，基地也更名为大瀑布空军基地，用作C-54运输机的训练基地。1954年，基地转隶战略空军司令部。同年8月，基地代理指挥官埃纳尔·阿克塞尔·马姆斯特罗姆在基地附近驾驶T-33教練機时坠机身亡。1955年10月，为了纪念他，基地改名为马姆斯特罗姆空军基地。
1959年，该基地被选为首个LGM-30洲際彈道飛彈基地。1961年，空军原341轰炸机联队被重组为第341战略导弹联队，进驻该基地。1962年7月，首枚民兵一型洲際彈道飛彈通过铁路运抵该基地。1963年，该战略导弹基地全面投入使用，下设三个中队，每个中队控制50枚导弹，共计150枚民兵一型导弹。1969年，全面升级为民兵二型，共下辖4个中队200枚洲际弹道导弹。
除了用作训练基地和弹道导弹基地外，1953年至1968年间，有第29截击机中队进驻，承担本土防空任务。该基地还被用作北美空防司令部的备用指挥所，直至1983年。

### 1990年代后
1991年，随着《第一阶段削减战略武器条约》的生效，该基地所有的民兵二型被解除警戒状态并从发射设施中移出，同时开始改造发射设施以部署新的民兵三型导弹。1995年，基地的导弹规模恢复到200枚民兵三型导弹。
1996年12月31日，基地跑道停用，不再起降固定翼飞机，仅支持直升机起降。2009年至今，基地隶属于美国空军全球打击司令部。

## 人口
该基地是美国普查规定居民点，记作“Malmstrom AFB CDP”。根据2020年美國人口普查，该地人口为4,131人。